# 江戸藩邸

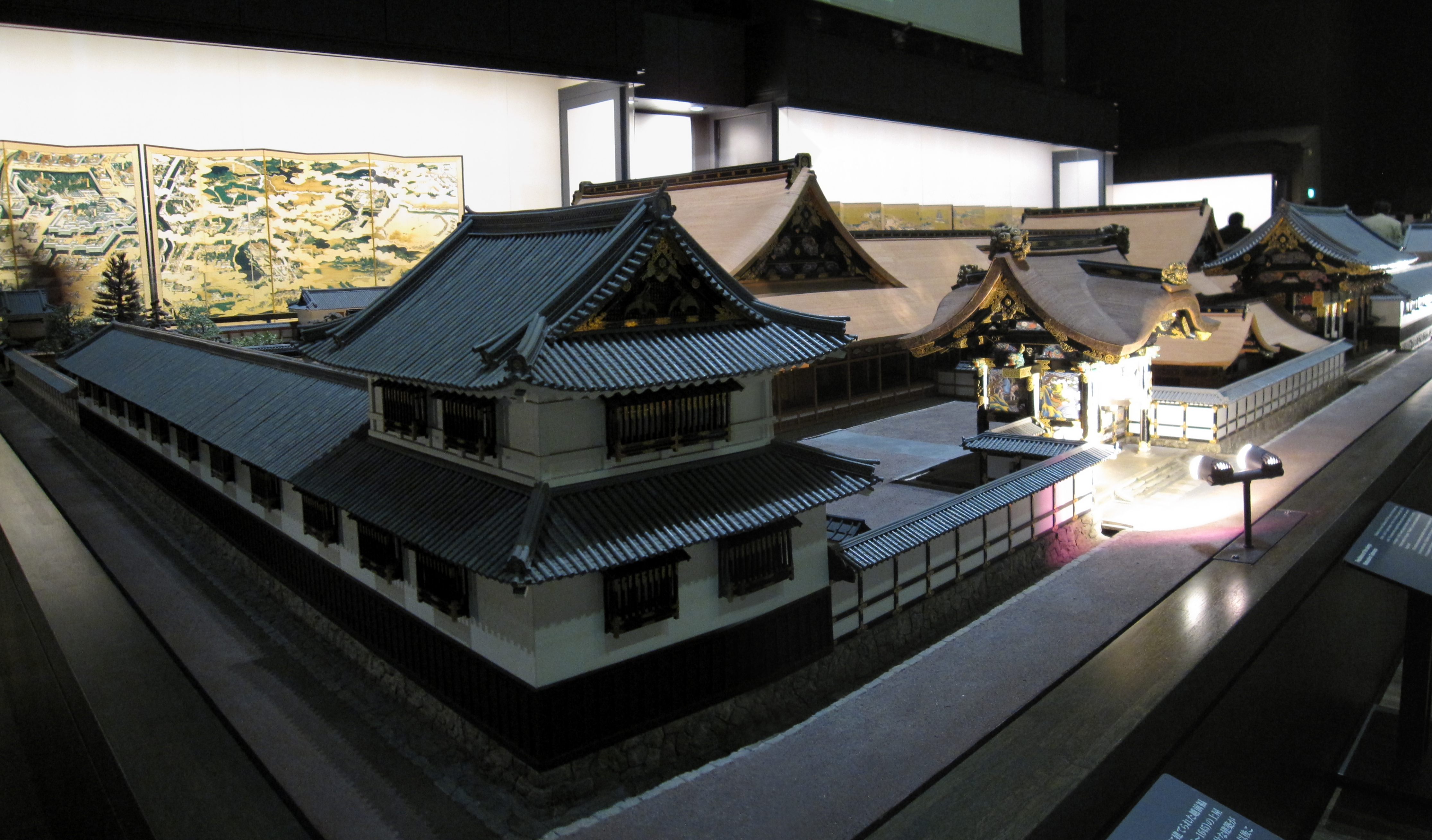
松平忠昌上屋敷（龍ノ口屋敷）模型

江戸藩邸（えどはんてい）は、江戸時代に江戸に置かれた藩邸（藩の屋敷）である。ただし、江戸時代当時の歴史的呼称ではなく、後世つくられた歴史用語である。当時は、単に武家屋敷もしくは江戸屋敷と呼ばれ、個別の屋敷は当該屋敷を使用する武家の家名を付して○○家屋敷などと呼ばれた。

## 概要
江戸時代、江戸に常住する武家には、将軍家と直接主従関係を結ぶ旗本・御家人と、大名およびその家臣がいた。このうち大名、旗本、御家人には江戸幕府から屋敷用地が与えられた。
通常、大名には、江戸城周辺に幕府から与えられた用地に建てられた屋敷（拝領屋敷）のほか、江戸郊外にかけて、複数の屋敷を持っていた。これらの屋敷は当該屋敷の用途と江戸城からの距離により、上屋敷（かみやしき）、中屋敷（なかやしき）、下屋敷（しもやしき）、蔵屋敷（くらやしき）などと呼ばれ、これらを総称して江戸藩邸と呼ぶ。すべての大名が上中下の屋敷を有したわけではなく、大名の規模によっては、中屋敷を持たない家や、上中屋敷の他に複数の下屋敷、蔵屋敷を有する家など様々であった。
「藩邸」は、後世に作られた言葉で歴史的には同時代の正確な用語ではない。というのは、幕府から与えられた屋敷用地は、「藩」（藩の統治機構）に与えられたものではなく、「家」（藩の領主）に与えられたものだからである。そのため、領主が転封などにより藩を変えた場合や身分を変えた場合でも屋敷の所有者は変わらず、例えば○藩の藩主が甲家から乙家になったとしても、それまでのいわゆる「○藩藩邸」（甲家の江戸屋敷）の所有者は甲家のままで、乙家の屋敷もそのままである。ただし、幕府の命令により（相対替えなど）身分相応の立地・面積のものに変えられることはあったが、これらもあくまで「家」に対するやり取りであった。
以上のように、江戸時代には藩（行政組織・行政上の単位）の所有する屋敷（藩邸）という概念は存在せず、江戸藩邸は「各藩主家の江戸屋敷」と呼ばれていた。個別の屋敷については「◯◯家屋敷」と呼称され、通常は複数の屋敷を所有するため、例えば尾張藩の徳川家の上屋敷であれば、「尾張徳川家上屋敷」とされた。
江戸藩邸のうち、上屋敷は参勤交代制度により1年毎（大名により異なる）に江戸と本国を行き来する大名の、江戸における居住地であった。また、大名の正室・嫡子は人質として江戸に常住することが定められており、上屋敷に居住した。家臣では江戸家老、江戸留守居役（御城使）など江戸に在勤した役職もあるが、多くの家臣は大名の参勤交代に従って本国から江戸に移り、下級の武士は藩邸内に設けられた長屋などに居住した。貞享元年（1684年）の土佐藩の場合、江戸藩邸全体の居住者は3195人（うち上屋敷で1683人）を数えた。大名にとっては本国の居所と同様の重要な屋敷であり、格式を維持するため莫大な費用を必要とした。
江戸藩邸は幕府と藩を繋ぐ政治的な窓口の役割も果たした。幕府からの連絡は藩邸に伝えられ、その後藩邸から本国へ伝えられる。一方、本国から幕府へ連絡する場合も、藩邸を経由して伝えられた。また、江戸藩邸の内部は幕府の統制外に置かれ、仮に犯罪者が藩邸内に逃げ込んだとしても、幕府が捜査権を行使することはなかった。一方で、大藩の藩邸には将軍が直々に訪ねてくる御成りがしばしば行われ、将軍一行をもてなすために庭園や能舞台を造成、改築することを余儀なくされた。元禄時代の加賀藩の例では、1回の御成りのために36万両もの大金を投じている。
屋敷の広さには石高による基準が存在し、元文3年（1738年）の規定では、1 - 2万石の大名で2500坪、5 - 6万石で5000坪、10 - 15万石で7000坪などとされていた。実際にはこの基準より広い屋敷も多く、上屋敷だけで10万坪にも達した加賀藩などの例もあり、厳密な適用はされていなかった。屋敷や土地は形式上幕府から借り受けたものであるが、幕府の許可を得た上で相対替え（屋敷同士の交換、差額を金銭で補う）という形を取り売買は行われた。

## 拝領屋敷と抱屋敷
江戸藩邸のうち江戸幕府から与えられた土地に建てられた屋敷は拝領屋敷という。一方、大名が民間の所有する農地などの土地を購入し建築した屋敷は、抱屋敷（かかえやしき）と呼ばれる。
抱屋敷は総じて江戸の郊外にあり、下屋敷など藩により様々な用途に使用された。拝領屋敷と異なり、それまでその土地に掛けられていた年貢や諸役は、大名の所有となった後も負担する必要があった。また、屋敷や土地は幕府の職の一つである屋敷改（やしきあらため）の支配を受けた。

## 江戸藩邸の種類
江戸藩邸は江戸城からの距離や機能により種類があり、上屋敷・中屋敷・下屋敷といった区分で分けられていた。なお、この区分は江戸藩邸に限ったものではなく、江戸以外の藩邸や領国内の屋敷においても同様である。また、大名に限らず侍屋敷でも同様に区分されていた。以下では江戸藩邸における各屋敷について記している。

### 上屋敷

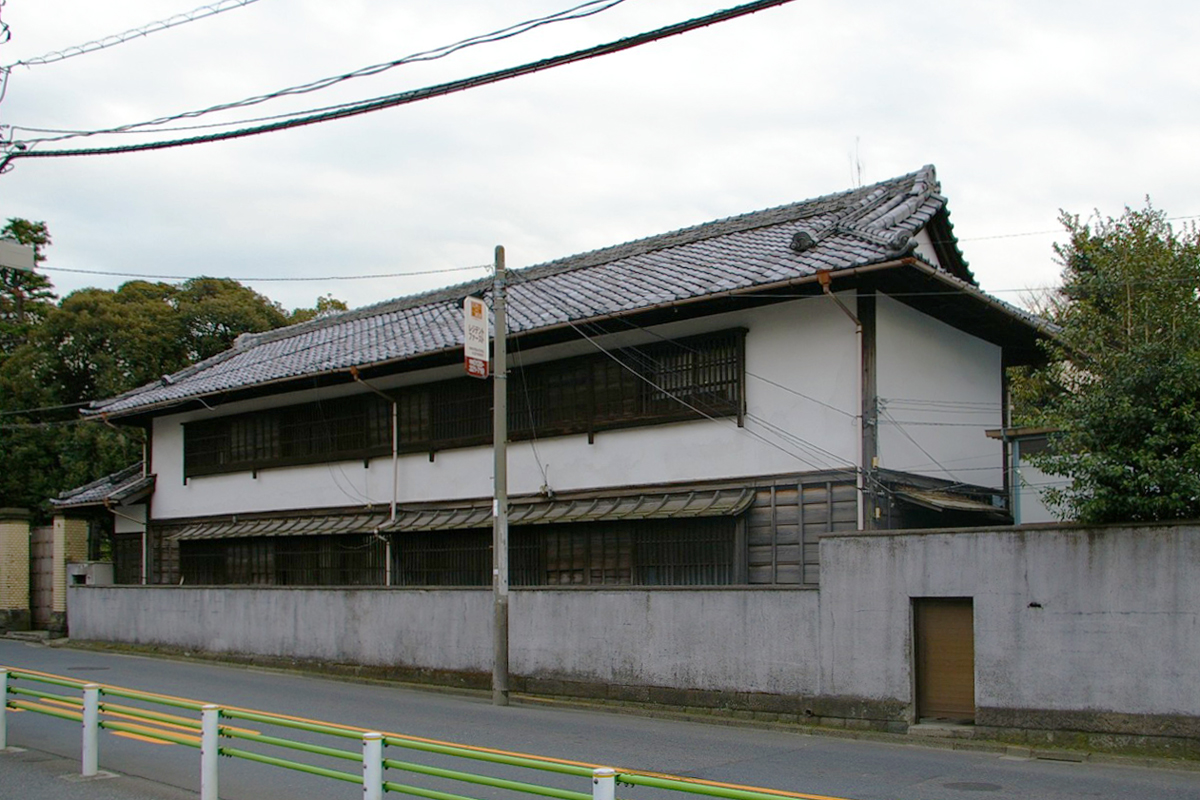
日向佐土原藩江戸藩邸の長屋（綱町三井倶楽部敷地。2009年頃に取り壊され現存せず）

江戸藩邸における上屋敷は大名とその家族が居住し、江戸における藩の政治的機構が置かれた屋敷である。大名が居住するものは居屋敷（いやしき）とも呼ばれた。大名は在府中、定例の登城日や役職に定められた日など、しばしば江戸城に登城する必要があったため、通常は最も江戸城に近い屋敷が上屋敷となった。全国の大名が集まるため中屋敷、下屋敷に比べると敷地は狭くなる場合が多い。大名が江戸在府の際はここで政務を取り、大名が帰国した後は江戸留守居役が留守を預かり、幕府や領地との連絡役を務めた。
上屋敷の構成は、大きく御殿空間（ごてんくうかん）と詰人空間（つめにんくうかん）に分けられる。御殿空間は主の居室などの表御殿、正室の居室などの奥御殿や庭園などであり、詰人空間は家臣の住まいである長屋、藩の政務を行う施設や厩舎などで構成された。

### 中屋敷
江戸藩邸の中屋敷は上屋敷の控えとして使用され、多くは隠居した主や成人した後継ぎの屋敷とされた。下屋敷と比較した場合、江戸城までの距離は近く、規模は小さいことが多い。中屋敷や下屋敷にも長屋が設けられ、参勤交代で本国から大名に従ってきた家臣などが居住した。

### 下屋敷
江戸藩邸の下屋敷は主に庭園など別邸としての役割が大きく、大半は江戸城から離れた郊外に置かれた。上屋敷や中屋敷と比較して規模は大きいものが多い。江戸市中はしばしば大火に見舞われたが、その際には大名が避難したり、復興までの仮屋敷としても使用された。藩により様々な用途に利用され、本国から送られる米や各種物資を貯蔵する蔵屋敷として、遊行や散策・接待のために作られた庭園として、あるいは菜園などとして転用される場合もあった。

### 蔵屋敷
江戸藩邸の蔵屋敷は年貢米や領内の特産物を収蔵した蔵を有する屋敷で収蔵品を販売するための機能を持つこともあった。主に海運による物流に対応するため、隅田川や江戸湾の沿岸部に多く建てられた。藩によっては下屋敷が蔵屋敷の機能を兼ねることもあった。詳しくは「蔵屋敷」を参照のこと。

## 明治維新後の江戸藩邸
明治維新後、江戸幕府所有である拝領屋敷は江戸城などと共に明治政府に接収され、跡地は主要官庁や大学や後に企業の土地などに利用された。一方、抱屋敷は引き続き所有者（大名等）に帰属したため、元大名（華族）の邸宅として利用されたり、不要なものや維持が困難になったものは政府や民間に売却されるなどした。また、関東大震災でも多くの屋敷が焼失した。昭和14年（1939年）の大熊喜邦調査によれば、大名屋敷の遺構は松江藩松平家上屋敷（赤坂）の表門、加賀藩前田家上屋敷赤門、薩摩藩島津家中屋敷（外桜田）、鳥取藩池田家上屋敷、岡山藩池田家上屋敷の表門の5つのみであった。さらにその後、赤門と鳥取藩池田家の表門以外はすべて東京大空襲で焼失した。しかし、現在でも江戸藩邸の門を移築したと言われる門であれば随所に現存している（例：佐土原藩藩邸の表門や筑前秋月藩藩邸の表門、三河岡崎藩邸の表門）。さらに、佐倉藩藩邸の敷書院と云われるものが東京都世田谷区の豪徳寺に移築されているように、御殿もある程度残っている。
小石川後楽園・新宿御苑・六義園など、藩邸内に作られた庭園を保存し現在でも当時の面影を残す公園として公開されているものもある。

## 代表的な江戸藩邸と跡地の現在

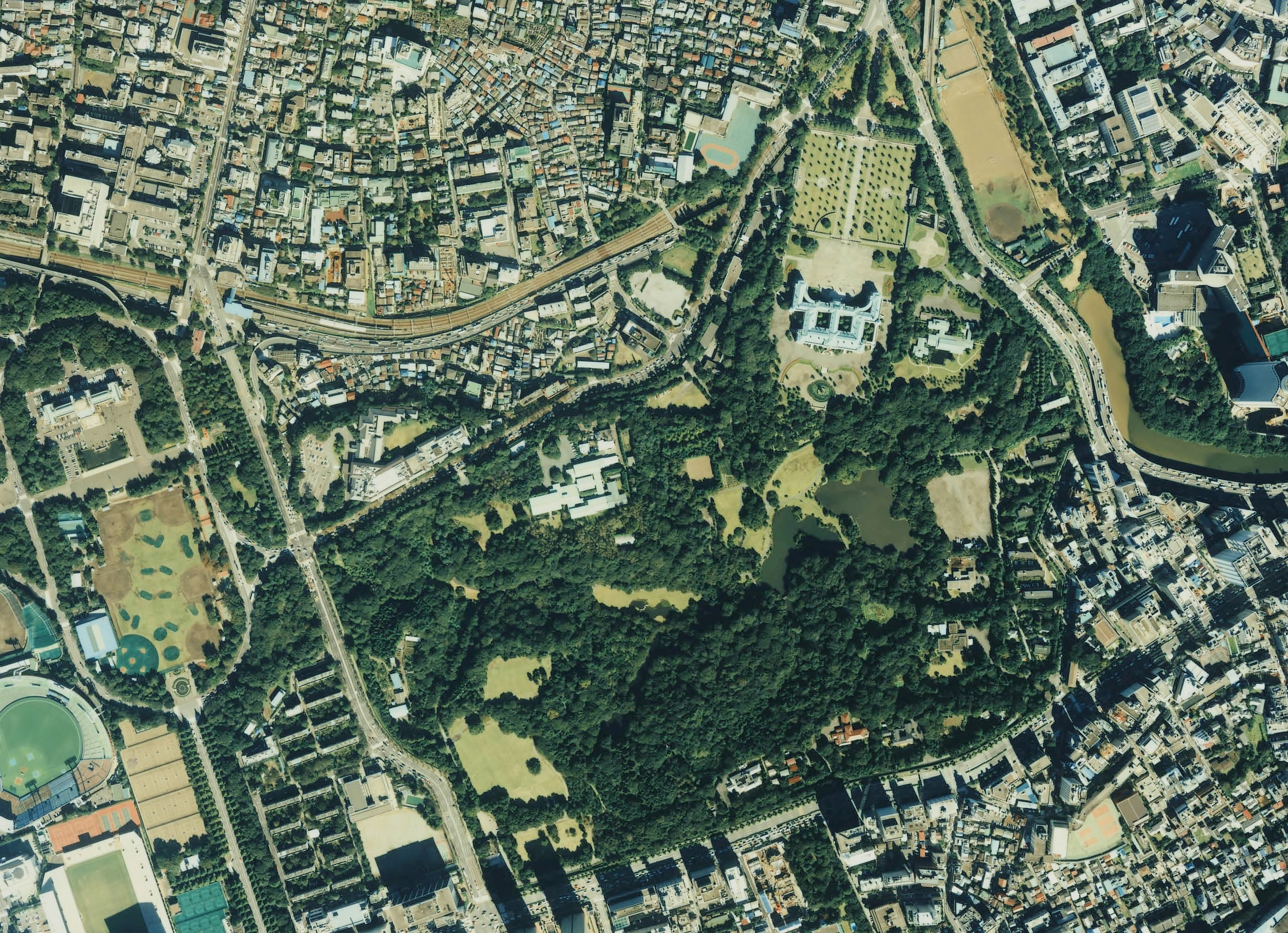
紀州藩邸跡（赤坂御用地、迎賓館）

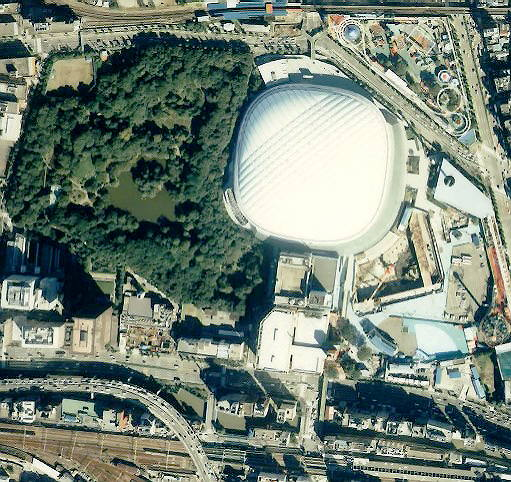
水戸藩邸跡（小石川後楽園、東京ドームシティ）

- 尾張藩徳川家上屋敷（新宿区市谷）：防衛省庁舎
- 紀州藩徳川家上屋敷（港区元赤坂）：赤坂御用地、迎賓館（旧：赤坂離宮）
- 水戸藩徳川家上屋敷（文京区後楽）：小石川後楽園、東京ドーム、後楽園遊園地
- 加賀藩前田家上屋敷（文京区本郷）：東京大学本郷キャンパス
- 西条藩松平家上屋敷（渋谷区渋谷）：青山学院大学
- 福岡藩黒田家上屋敷（千代田区霞が関）：外務省庁舎
- 米沢藩上杉家上屋敷（千代田区霞が関）：法務省庁舎
- 広島藩浅野家上屋敷（千代田区霞が関）：国土交通省庁舎
- 延岡藩内藤家上屋敷（千代田区霞が関）：霞が関コモンゲート
- 広島藩浅野家中屋敷 他（千代田区永田町）：国会議事堂
- 彦根藩井伊家上屋敷（千代田区永田町）：国会前庭北地区（憲政記念館等←陸軍省庁舎、参謀本部）
- 岸和田藩岡部家上屋敷（千代田区永田町）：東京都立日比谷高等学校
- 田原藩三宅家上屋敷（千代田区隼町）：最高裁判所
- 前橋藩酒井家上屋敷（千代田区大手町）：三井物産ビル、Otemachi One タワー
- 庄内藩酒井家上屋敷（千代田区大手町）：大手町フィナンシャルシティ ノースタワー
- 福井藩越前松平家上屋敷（千代田区大手町）：大手町プレイス、NTTコミュニケーションズ大手町ビル
- 会津藩会津松平家上屋敷（千代田区皇居外苑）：行幸通り
- 熊本藩細川家上屋敷（千代田区丸の内）：丸の内オアゾ
- 岡山藩池田家上屋敷（千代田区丸の内）：丸の内ビルディング
- 鳥取藩池田家上屋敷（千代田区丸の内）：帝国劇場
- 土佐藩山内家上屋敷（千代田区丸の内）：東京国際フォーラム
- 古河藩土井家上屋敷（千代田区有楽町）：第一生命日比谷ファースト（←第一生命館、一時GHQ本部）
- 備後福山藩阿部家上屋敷（千代田区内幸町）：帝国ホテル
- 薩摩藩島津家上屋敷（千代田区内幸町:初期 後に港区芝に移転し中屋敷扱いの装束屋敷として利用）：みずほ銀行内幸町本部ビル（旧：第一勧業銀行本店→みずほ銀行旧本店）、NTT日比谷ビル、日比谷U-1ビル（←日本徴兵保険←華族会館←鹿鳴館）
- 小城藩小城鍋島家上屋敷（千代田区内幸町、本藩から借受）：東京電力本社
- 佐賀藩鍋島氏上屋敷（千代田区日比谷公園）：日比谷公園
- 長州藩毛利家上屋敷（千代田区日比谷公園）：日比谷公園
- 長府藩毛利家上屋敷（港区六本木）：六本木ヒルズ毛利家庭園（史跡・毛利甲斐守邸跡）
- 仙台藩伊達家上屋敷（港区東新橋）：汐留シオサイト（東京汐留ビルディング）
- 龍野藩脇坂家上屋敷（港区東新橋）：汐留シオサイト（電通本社）
- 牛久藩山口家上屋敷（港区赤坂）：駐日アメリカ大使館
- 薩摩藩島津家上屋敷（港区芝、千代田区内幸町より移転）：日本電気（NEC）本社
- 佐土原藩島津家上屋敷（港区三田（旧：芝三田綱町））：綱町三井倶楽部
- 川越藩大河内松平家上屋敷（港区虎ノ門）：ホテルオークラ東京本館
- 松江藩越前松平家上屋敷（千代田区永田町）：衆議院議長公邸（←閑院宮邸）
- 高松藩高松松平家上屋敷（千代田区飯田橋）：アイガーデンエア
- 松山藩久松松平家上屋敷（港区西新橋）：東京慈恵会医科大学
- 小田原藩大久保家上屋敷（港区浜松町）：世界貿易センタービル
- 久留米藩有馬家上屋敷（港区三田）：三田国際ビル
- 森藩久留島家上屋敷（港区三田）：港区立三田中学校
- 宇和島藩伊達家上屋敷（港区六本木）：国立新美術館
- 多度津藩京極家上屋敷（港区六本木）：国際文化会館（←岩崎小弥太邸←井上馨邸）
- 三河吉田藩大河内家上屋敷（千代田区丸の内）：東京駅
- 津山藩松平家上屋敷（千代田区丸の内）：東京駅
- 松本藩戸田家上屋敷（千代田区丸の内）：東京駅
- 安中藩板倉家上屋敷（千代田区神田錦町）：学士会館
- 守山藩松平家上屋敷（文京区大塚）：筑波大学東京キャンパス大塚校地、教育の森公園
- 津藩藤堂家上屋敷（千代田区神田和泉町）：YKK本社
- 久保田藩佐竹家上屋敷（台東区台東）：佐竹商店街
- 七戸藩南部家上屋敷（千代田区一番町）：駐日英国大使館
- 米沢藩上杉家中屋敷及び米沢新田藩上屋敷（港区麻布台）：外務省飯倉公館及び麻布台ヒルズ森JPタワー
- 紀州藩徳川家中屋敷（千代田区紀尾井町）：東京ガーデンテラス紀尾井町（旧李王家東京邸←旧北白川宮邸を含む）
- 尾張藩徳川家中屋敷（千代田区紀尾井町）：上智大学
- 彦根藩井伊家中屋敷（千代田区紀尾井町）：ホテルニューオータニ（←伏見宮邸）
- 伊予松山藩松平家中屋敷（港区三田）：駐日イタリア大使館（史跡・大石主税良金ら十士切腹の地）
- 熊本藩細川家中屋敷（港区高輪）：高輪皇族邸（史跡・大石良雄外十六人忠烈の跡）
- 福岡藩黒田家中屋敷（港区赤坂）赤坂ツインタワー敷地
- 川越藩松平家中屋敷（港区赤坂）：アークヒルズ（サントリーホール）
- 島原藩松平家中屋敷（港区三田）：慶應義塾大学
- 佐賀藩鍋島家中屋敷（港区虎ノ門）：国立印刷局・虎ノ門病院
- 長州藩毛利家中屋敷（港区六本木）：東京ミッドタウン
- 広島藩浅野家中屋敷（港区赤坂）：赤坂サカス
- 松代藩真田家中屋敷（港区赤坂）：駐日アメリカ大使館宿舎
- 会津藩松平家中屋敷（港区東新橋）：汐留シオサイト（ホテルヴィラフォンテーヌ汐留）
- 薩摩藩島津家中屋敷（港区芝）：戊辰戦争の発端となる焼討事件で焼失（薩摩原）、屋敷の中心部はセレスティンホテルや中央三井信託銀行芝ビル、戸板女子短期大学など、西側は桜田通りに面し、南端はNEC本社ビルや東京女子学園、総面積は2万1785坪余
- 岡崎藩水野家中屋敷（港区芝）：史跡・水野監物邸跡
- 高田藩榊原家中屋敷（文京区湯島）：旧岩崎邸庭園
- 備後福山藩阿部家中屋敷（文京区西片）：文京区立誠之小学校
- 水戸藩徳川家中屋敷（台東区池之端）：東京大学本郷キャンパス弥生地区
- 一橋徳川家、笠間藩牧野家、弘前藩津軽家、熊本藩細川家（ただし、幕末期には沼津藩水野家、岩槻藩大岡家）下屋敷（中央区日本橋浜町）：浜町公園
- 彦根藩井伊家下屋敷（渋谷区代々木）：明治神宮
- 高遠藩内藤家四谷内藤新宿下屋敷（新宿区内藤町）：新宿御苑
- 尾張藩徳川家和田戸山下屋敷（新宿区戸山）：戸山公園
- 小倉藩小笠原家下屋敷（新宿区河田町）：小笠原伯爵邸
- 薩摩藩島津家下屋敷（渋谷区東 旧：常磐松町）：常陸宮邸（常盤松御用邸）
- 郡山藩柳沢家下屋敷（文京区本駒込）：六義園
- 大垣新田藩戸田家下屋敷（文京区小日向）：拓殖大学
- 久留里藩黒田家下屋敷（文京区関口）：椿山荘（旧：山縣有朋邸）
- 熊本藩細川家下屋敷（文京区目白台）：肥後細川庭園、和敬塾、永青文庫
- 熊本藩細川家下屋敷（品川区豊町）：戸越公園
- 安志藩小笠原家下屋敷（文京区弥生）：東京大学本郷キャンパス弥生地区
- 盛岡藩南部家下屋敷（港区南麻布）：有栖川宮記念公園
- 薩摩藩島津家下屋敷（港区白金台）：八芳園
- 会津藩松平家下屋敷（港区高輪）：駐日オーストリア大使館
- 郡上藩青山家下屋敷（港区南青山）：青山霊園
- 岡山藩池田家下屋敷（品川区東五反田）：池田山公園
- 仙台藩伊達家下屋敷（品川区東五反田）：清泉女子大学
- 佐倉藩堀田家下屋敷（渋谷区広尾）：聖心女子大学（←久邇宮邸）
- 備後福山藩阿部家下屋敷（墨田区本所）：ライオン本社
- 水戸藩徳川家下屋敷（墨田区向島）：隅田公園
- 宮津藩本庄松平家下屋敷（墨田区横網）：旧安田庭園
- 関宿藩久世家下屋敷（江東区清澄）：清澄庭園
- 尾張藩徳川家蔵屋敷（中央区築地）：築地市場
- 紀州藩徳川家浜屋敷（港区海岸）：旧芝離宮恩賜庭園（大久保忠朝上屋敷として造営される）